# سازمان فرودگاه‌های مراکش
سازمان فرودگاه‌های مراکش (فرانسوی: Moroccan Airports Authority‎) شرکت دولتی هوانوردی مراکشی است، که در سال ۱۹۹۰ تأسیس شد.